# Bakóca, Baranya
Bakóca este un sat în districtul Hegyhát, județul Baranya, Ungaria, având o populație de 302 locuitori (2011). 

## Demografie
Componența etnică a satului Bakóca
     Maghiari (89,73%)
     Romi (10,27%)
Componența confesională a satului Bakóca
     Romano-catolici (70,5%)
     Reformați (4,1%)
     Fără religie (12,9%)
     Necunoscută (10%)
     Greco-catolici (0,4%)
     Alte religii (2,2%)
Conform recensământului din 2011, satul Bakóca avea 302 locuitori. Din punct de vedere etnic, majoritatea locuitorilor (89,73%) erau maghiari, cu o minoritate de romi (10,27%). Majoritatea locuitorilor erau romano-catolici (70,5%), cu minorități de persoane fără religie (12,9%) și reformați (4,1%). Pentru 10% din locuitori nu este cunoscută apartenența confesională.

## Personalități născute aici
- Gusztáv Károly Majláth (1864 - 1940), arhiepiscop.